# Security Support Provider Interface
Security Support Provider Interface (SSPI) — программный интерфейс в Microsoft Windows между приложениями и провайдерами безопасности. SSPI используется для отделения протоколов уровня приложения от деталей реализации сетевых протоколов безопасности и обеспечивает уровень абстракции для поддержки множества механизмов аутентификации.
SSPI делает доступным для приложений динамически подключаемые библиотеки провайдеров поддержки безопасности (SSP), которые содержат одну или несколько схем аутентификации и криптографии, называемых пакетами безопасности. Каждый пакет безопасности отображает функции SSPI на фактические функции протокола безопасности. Функции SSPI делятся на следующие функциональные группы:
- Функции управления пакетами — перечисляют установленные пакеты безопасности SSP и запрашивают их атрибуты.
- Функции управления мандатами (пароли, билеты kerberos и т.д.).
- Функции управления контекстом безопасности.
- Функции поддержки сообщений — позволяют передавать шифрованные и подписанные сообщения.